# Shámbara
Shámbara (estilizado em minúsculas) é o terceiro álbum de estúdio da banda japonesa de rock Dead End, lançado em 21 de maio de 1988 pela gravadora Victor Invitation no Japão. Foi lançado nos Estados Unidos em 1 de setembro pela Metal Blade Records.
Em 11 de novembro de 2009, foi remasterizado e relançado em CD com duas faixas bônus.

## Visão geral
O Dead End estreou em uma grande gravadora, a Victor Entertainment, com o álbum anterior Ghost of Romance e os ingressos de seus shows eram esgotados em cerca de 2 horas. Shambara começou a ser gravado em dezembro de 1987 e terminou em março do ano seguinte. Foi produzido com Hajime Okano.

## Recepção
A remasterização de 2009 alcançou a 79° posição na Oricon Albums Chart.

### Crítica
| Críticas profissionais | Críticas profissionais |
| Avaliações da crítica  | Avaliações da crítica  |
| Fonte                  | Avaliação              |
| ---------------------- | ---------------------- |
| Kerrang!               | 4 de 5 estrelas.       |

A revista Kerrang! avaliou o álbum em 4 de 5 estrelas. Descreveu os vocais de Morrie semelhantes a Graham Bonnet e Wayne Hussey e a musicalidade semelhante a The Mission e The Cult. Para a Barks, os vocais são mais semelhantes a Ronnie James Dio.

## Faixas
Todas as letras escritas por Morrie e todas as músicas compostas por You, exceto "Night Song", composta por Crazy Cool Joe.
| N.º            | Título                | Duração |  |
| 1.             | "Embryo Burning"      | 4:32    |  |
| 2.             | "Junk"                | 4:30    |  |
| 3.             | "Night Song"          | 4:03    |  |
| 4.             | "Serpent Silver"      | 5:14    |  |
| 5.             | "Pyschomania"         | 5:11    |  |
| 6.             | "Luna Madness"        | 5:58    |  |
| 7.             | "Blind Boy Project"   | 4:38    |  |
| 8.             | "Blood Music"         | 5:56    |  |
| 9.             | "Heaven"              | 4:50    |  |
| 10.            | "I Can Hear the Rain" | 5:05    |  |
| Duração total: | Duração total:        | 50:01   |  |

| Shambara +2 |               |         |  |
| N.º         | Título        | Duração |  |
| 1.          | "Blue Vices"  |         |  |
| 2.          | "Wire Dancer" |         |  |

## Ficha técnica
- Morrie - vocal principal
- You - guitarra
- Crazy Cool Joe - baixo
- Minato - bateria